# David Maneiro
David Maneiro (sinh 17 tháng 2 năm 1989) là một cầu thủ bóng đá Andorra thi đấu cho UE Santa Coloma, ở vị trí hậu vệ.

## Sự nghiệp
Anh từng thi đấu cho FC Andorra và UE Santa Coloma.
Anh ra mắt quốc tế cho Andorra năm 2009.